# Island i olympiska sommarspelen 2000
Island deltog i de olympiska sommarspelen 2000 med en trupp bestående av 18 deltagare, 9 män och 9 kvinnor, och de tog totalt en medalj.

## Medaljer

### Brons
- Vala Flosadóttir - Friidrott, stavhopp

## Friidrott
Herrarnas diskuskastning
- Magnús Aron Hallgrímsson
  1. Kval - 60.95 m (gick inte vidare)

Herrarnas tiokamp
- Jón Arnar Magnússon
  1. 100 m - 10.85
  2. Längd - NM
  3. Kula - 15.48 m
  4. Höjd - DNS

Damernas 400 meter häck
- Guðrún Arnardóttir
  1. Omgång 1 - 56.30
  2. Semifinal - 54.82
  3. Final - 54.63 (7:e plats)

| Namn                    | Sport/Yrke         | Prestationer |
| ----------------------- | ------------------ | ------------ |
| Birgir Ari Hilmarsson   | Ledare och tränare |              |
| Hafsteinn Ægir Geirsson | Seglare            | 42:a plats   |